# Гусів
Гусів (пол. Husów) — розташоване на Закерзонні село в Польщі, у гміні Маркова Ланьцутського повіту Підкарпатського воєводства.
Населення — 1957 осіб (2011).

## Географія
Село розташоване за 3 кілометри на південь від центру гміни села Маркова, 11 кілометрів на південь від центру повіту міста Ланьцут і 20 кілометрів на південний схід від центру воєводства — міста Ряшева.

## Історія
Село закріпачене в 1381 р. Знаходиться на західному Надсянні, яке внаслідок примусового закриття церков у 1593 р. зазнало латинізації та полонізації.
У 1772—1918 рр. село було у складі Австро-Угорської монархії, у провінції Королівство Галичини та Володимирії. В 1836  р. в селі було 6 греко-католиків, які належали до парафії Тарнавка Каньчузького деканату Перемишльської єпархії. На той час унаслідок насильної асиміляції українці лівобережного Надсяння опинилися в меншості.
У 1882 році село належало до Ланьцутського повіту, було 1645 жителів — переважно римо-католики, наявна латинська парафія. Востаннє греко-католики в селі фіксуються в шематизмі 1914 р.
У міжвоєнний період село входило до Ланьцутського повіту Львівського воєводства, гміна Ланьцут.
У 1975—1998 роках село належало до Ряшівського воєводства.

## Демографія
Демографічна структура станом на 31 березня 2011 року:
|          | Загалом | Допрацездатний вік | Працездатний вік | Постпрацездатний вік |
| -------- | ------- | ------------------ | ---------------- | -------------------- |
| Чоловіки | 968     | 216                | 648              | 104                  |
| Жінки    | 989     | 219                | 542              | 228                  |
| Разом    | 1957    | 435                | 1190             | 332                  |

## Уродженці
- Стись Вінсент (1903—1960) — дослідник соціально-економічних проблем сільського господарства, адвокат, професор Вроцлавського університету.